# Галлодетский университет
Галлоде́тский (иногда Галлауде́тский) университет, университет Галлаудета, Университет Галлодета (англ. Gallaudet University [ˌɡæləˈdɛt]) — частный университет, получивший государственное одобрение, специализирующийся на обучении глухих и слабослышащих студентов; занимает площадь 0,4 км² в Вашингтоне. Стал первым в мире высшим учебным заведением для глухих и слабослышащих и остаётся единственным в мире высшим учебным заведением, где все учебные программы адаптированы под людей с нарушениями слуха. Слышащие студенты могут поступать в аспирантуру при университете, а также, в ограниченном количестве, на другие курсы. Университет был назван в честь Томаса Хопкинса Галлодета, знаменитого педагогическими успехами в образовании глухих.
Университет официально является двуязычным: обучение и общение проходят на американском жестовом языке (амслене) и английском. Хотя к абитуриентам не выдвигается требований по владению амсленом, программы многих специальностей требуют его знания на том или ином уровне.

## История

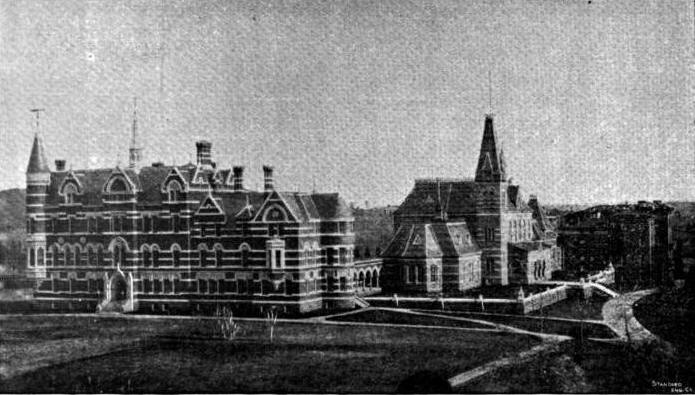
Колумбийский институт для глухих, фото около 1893 года, незадолго до переименования

В 1856 году филантроп и бывший генеральный почтмейстер США Эймос Кендалл узнал о нескольких слепых и глухих детях, живших в Вашингтоне, которым не предоставлялся должный уход. Он оформил попечительство над ними и выделил 8100 м² земли для строительства учебного заведения для слепых и глухих. Первым комендантом школы стал сын Томаса Галлодета Эдуард. Позже на территории школы были установлены монументы Томасу Галлодету и Элис Когсуэлл.
Помимо Кендалла в открытии школы участвовало несколько неравнодушных граждан города. Они арендовали одно здание и выкупили другое. В 1857 году 34-й конгресс одобрил хартию школы и оплатил расходы на обучение нуждающихся глухих, немых и слепых детей, живших в Вашингтоне. Первого ноября 1858 года министру внутренних дел был подан первый годовой отчёт о работе заведения.
Во второй академический год (1858—1859) в школе училось 14 глухих и 7 слепых студентов. Комендант Галлодет запросил дополнительное финансирование, так как из-за проблем в федеральном бюджете в первый год материальных средств получено не было. Второй годовой отчёт был отправлен 5 ноября 1859 года.
В третий год президент Кендалл отправил прошение о финансировании переноса школы в большее помещение, а также выделение средства на постройку нового кирпичного здания. Так как количество учащихся увеличилось до 24, потребовался второй учитель, а учитель слепых детей уволился из-за проблем со здоровьем.
В 1860—1861 академическом году школу посещало 35 глухих и 6 слепых учащихся; был нанят учитель искусств. В следующем году комендант Галлодет предложил расширить школу и сделать колледж для глухих студентов. В 1862 году к землям школы присоединили 53 000 м².
Школа получила статус колледжа в 1864 году, а в следующем году учебное заведение было переименовано в «Колумбийский колледж для глухих и немых». В 1954 году конгресс одобрил переименование заведения в «Галлодетский колледж», а в 1986 — в университет. Вместе с переименованием в колледж в 1864 году Галлодет получил должность директора. Получив пост, новый директор предложил сокращение услуг для слепых учащихся, предположив, что лучший уход за ними будут оказывать в специализированном учебном заведении в Балтиморе, и в течение года они были перевезены в Мэрилендскую школу для слепых. В связи с получением статуса колледжа, было начато очередное расширение, у правительства запросили финансирование нескольких проектов, включая строительство ледяной камеры.
В 1865—1866 годах президент Галлодет отвечал на критику сторонников орального метода обучения глухих, утверждая, что обучение устной речи обычно не имеет успеха у глухих, однако считал, что ограниченное обучение речи необходимо. Он предложил отправить представителя колледжа в Европу для обмена опытом и изучения местных методик. В следующем году колледж нанял преподавателя математики.
Президент совершил длительное путешествие по Европе, посетив Донкастер, Бирмингем, Манчестер, Лондон, Эдинбург, Ливерпуль, Глазго, Белфаст, Дублин, Женеву, Бордо, Марсель, Нанси, Париж, Брюгге, Лейпциг, Цюрих, Мюнхен, Берлин, Роттердам, Любек, Дрезден, Франкфурт, Вайсенфельс, Вену, Прагу, Милан, Геную, Турин, Стокгольм, Копенгаген, Турку и Санкт-Петербург.

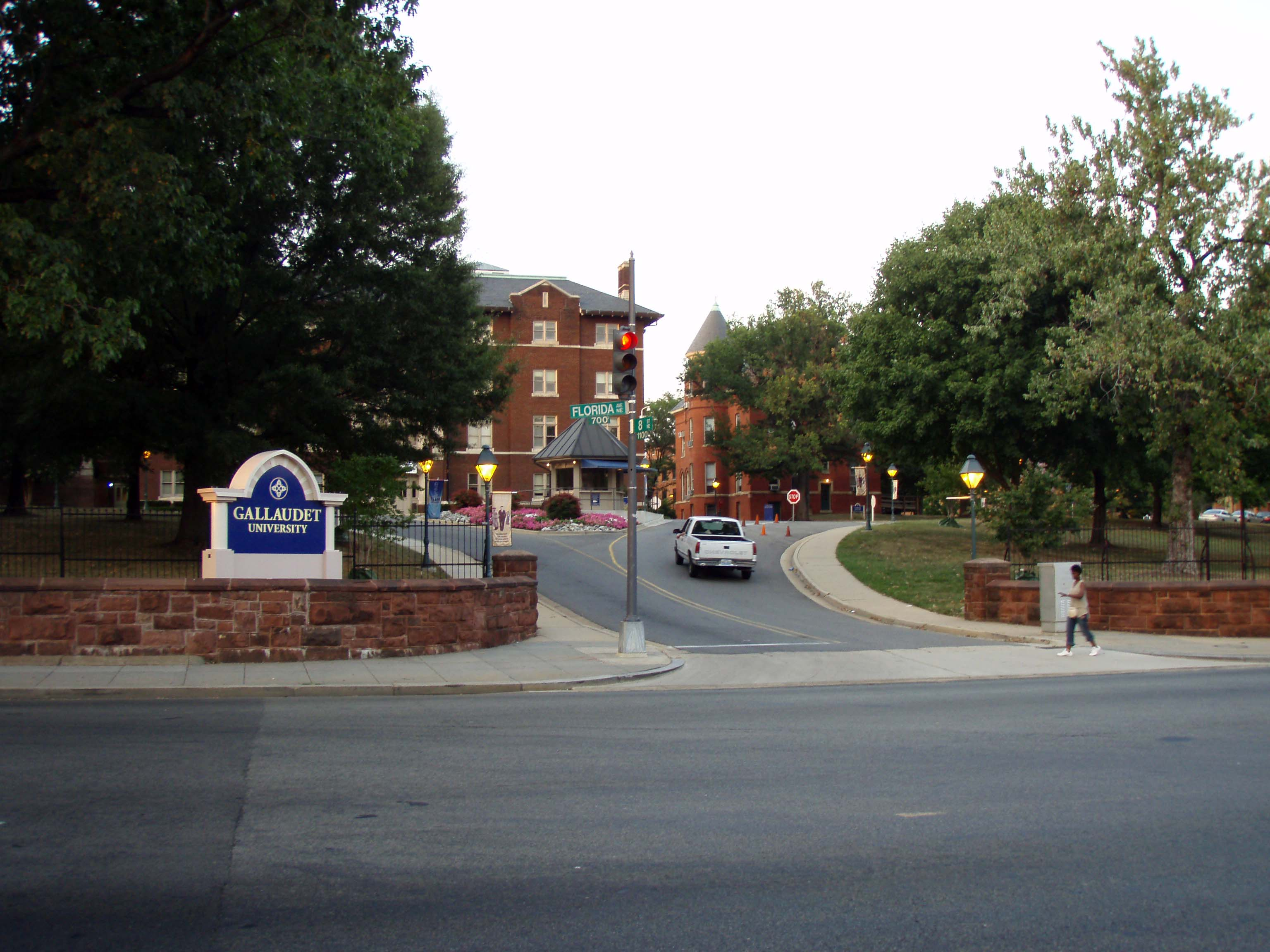
Вход

В мае 1868 года силами персонала колледжа, была проведена крупнейшая на тот момент конференция по вопросам образования глухих. Основное внимание было уделено рекомендациям президента колледжа после путешествия. На следующий год колледж выпустил первых бакалавров.
Основатель школы, Эймос Кенделл, умер в ноябре 1869 года, и президенту удалось убедить правительство передать принадлежавшие ему земли в собственность университета.
Хотя изначально в школу принимали и мальчиков, и девочек, девочки обычно не доучивались, покидая школу через несколько лет, и в 1871 году директор перестал принимать их. В 1887 году колледж снова стал принимать женщин, но тогда всё ещё предполагалось, что они не будут слушать полный учебный курс.

### Кампания «Требуем глухого президента» и протест против Джейн Фернандес

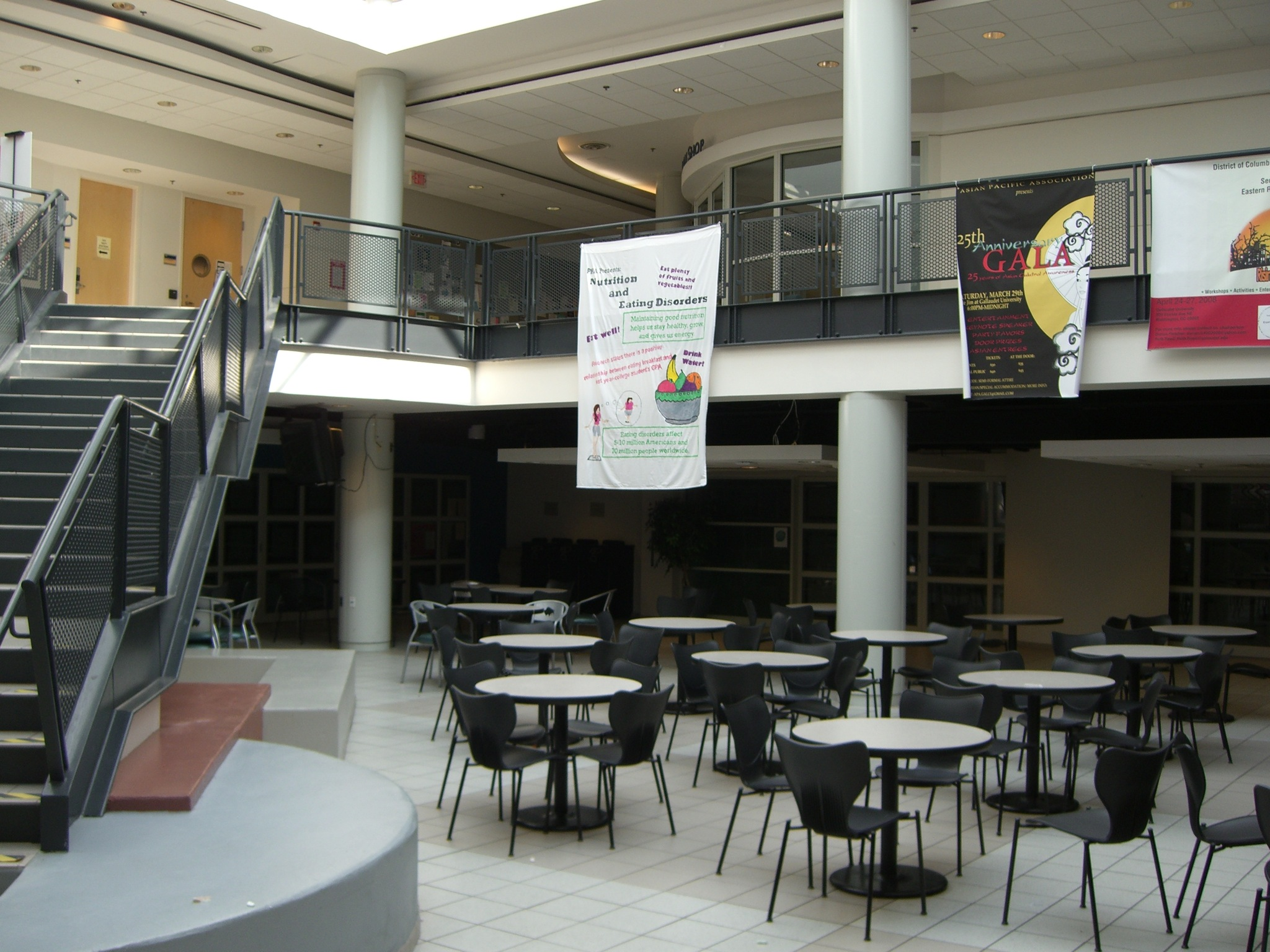
Student Academic Center

- Основная статья: Требуем глухого президента[англ.]

Шестого марта 1988 года студенты и персонал начали протест против назначения очередного слышащего президента, единственного из трёх кандидатов. Кампания широко освещалась прессой и телевидением, вызвав значительные изменения в восприятии глухих в США. После недели протестов Ирвин Кинг Джордан.
- Основная статья: Кампания против Джейн Фернандес[англ.]

Джордан объявил об уходе с поста директора в сентябре 2005 года, и первого мая 2006 года совет попечителей объявил, что проректор Джейн Фернандес станет следующим президентом. Её назначение вызвало волну протестов, связанных с тем, что президентами не назначали чернокожих, недостатком личного обаяния Фернандес и её недостаточным владением амсленом.
Сама Фернандес, по данным The Washington Post, считает, что Галлодетский университет должен принимать всех людей с нарушениями слуха, а не только владеющих амсленом.
Студенты заблокировали входы в общежития, провели несколько митингов и раскинули палаточный городок у главного входа в университет. Восьмого мая преподаватели вынесли Фернандес вотум недоверия. Осенью протесты продолжились, 11 октября группа студентов закрыла общежитие. 16 октября преподаватели проголосовали против кандидатуры Фернандес на пост директора.
29 октября кандидатура Фернандес была снята.
После окончания протестов Административно-бюджетное управление объявило, что университет не справляется со своими задачами, и в 2007 году университет прошёл внеплановую аккредитацию в комиссии Ассоциации высших учебных заведений Центральных штатов, которая в 2008 подтвердила его статус.

## Хартия Конгресса
Университет служит государственным целям и получает поддержку федерального правительства, оставаясь частной некоммерческой организацией. Ниже перечислены примеры вовлечения государства в дела института:
- в 1986 году конгресс провёл закон об образовании глухих, являющийся частью «законов Галлодета»[40];
- университет должен получить одобрение министра образования для продажи или передачи в третьи руки любой своей собственности[22];
- все дипломы выпускников университета подписывает действующий президент США[41];
- три члена конгресса США направляются в университетский совет попечителей[42];
- университет продолжает направлять ежегодные отчёты министру образования[43];
- основной бюджет университет получает от государства[44];
- университет авторизован осуществлять закупки через Управление служб общего назначения[англ.].

Уставной бюджет университета составляет 136,4 миллиона долларов США.
Университет посещали Улисс Грант, Резерфорд Хейс 1879, Джеймс Гарфилд, Честер Артур, Гровер Кливленд, Бенджамин Хариссон, Теодор Рузвельт, Линдон Джонсон и Билл Клинтон.

## Учёба

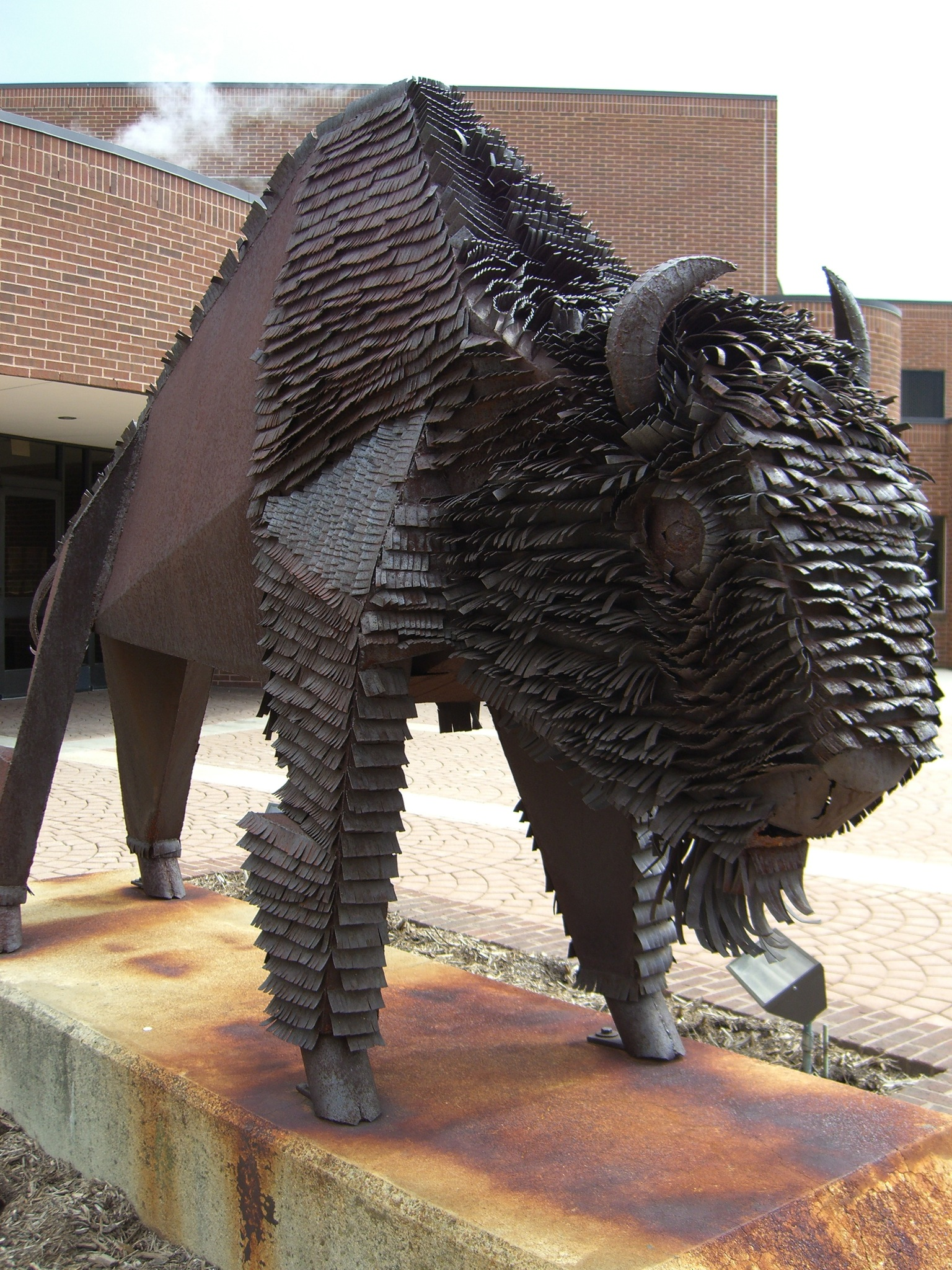
Талисман университета, бизон

Пять наиболее популярных программ обучения — педагогика, теория коммуникации, ведение бизнеса, психология и математика. Почти 90 процентов лекций посещает не более 20 студентов. Около 65,8 процентов студентов переходят на второй год, а диплом получает восемь процентов поступивших.
Преподаватель драматического искусства Джордж Эрнест Дитмолд (англ. George Ernst Detmold) заложил мощную драматическую школу в университете. Благодаря ему среди выпускников университета много актёров.

## Спорт
Галлодетский университет — член третьего дивизиона Национальной ассоциации студенческого спорта, англ. NCAA, и Северо-западной спортивной ассоциации. В Северо-западной спортивной ассоциации играют женские и мужские команды по баскетболу, кроссу, футболу, бейсболу, софтболу и волейболу. Футбольная команда университета играет в Восточной университетской футбольной ассоциации, а команды по плаванию и лёгкой атлетике выступают индивидуально.
Женская баскетбольная команда университета до 2006 года выступала внизу турнирной таблицы, однако, с приходом тренера Кевина Кука ситуация изменилась. Хотя Кук сначала не знал амслена и пользовался услугами переводчика. Сезон 2010—2011 года команда провела с результатом 24-4, и Кук получил звание тренера года.

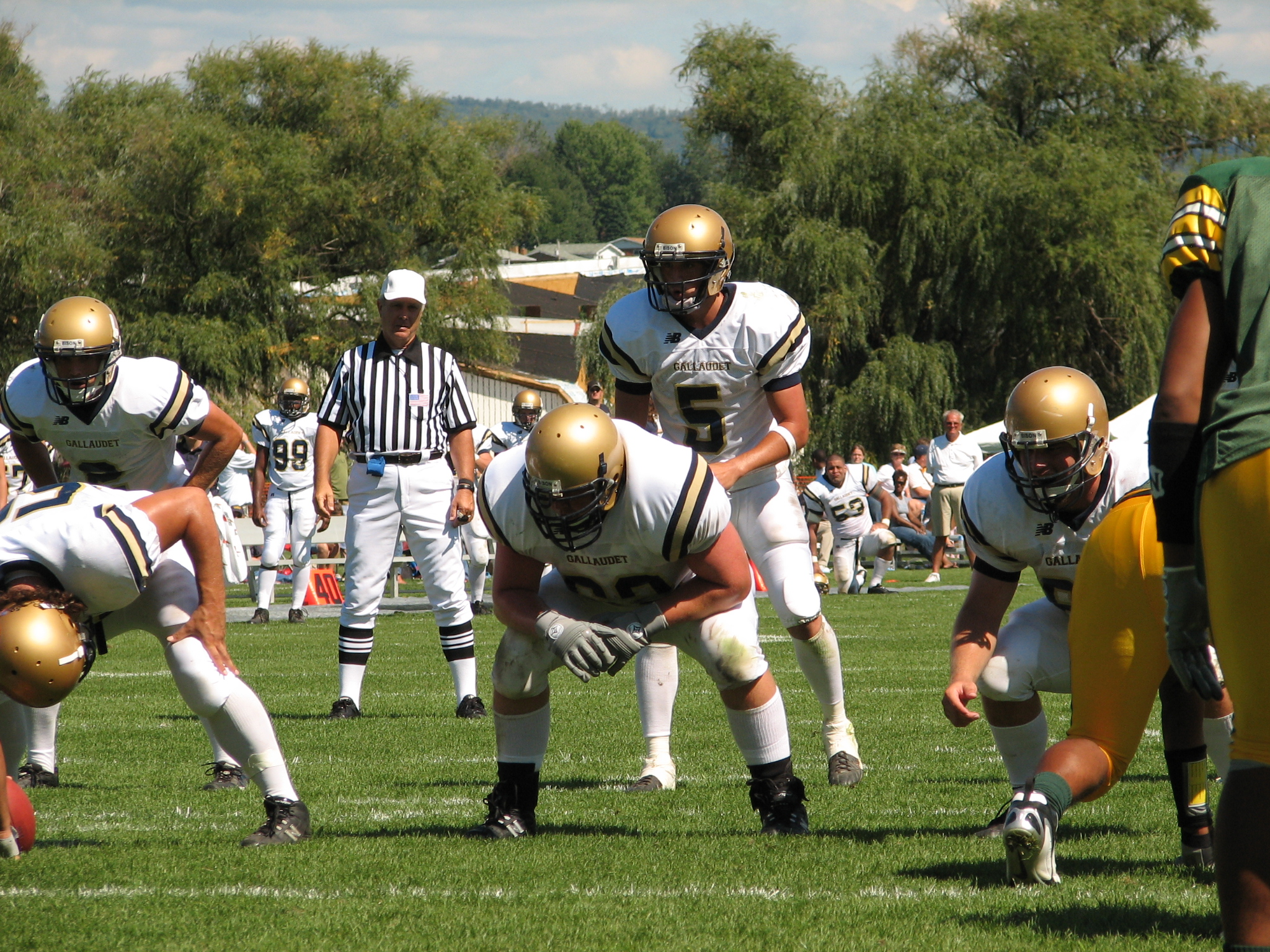
Команда по американскому футболу

Команда игроков в американский футбол одержала победу в сезоне 2005 года, после чего вошла в NCAA.
В 2006 году университетская женская волейбольная команда окончила сезон с результатом 30-10.

### Знаменитые спортсмены
- Ричард Джейкобс, член сборной по гандболу;
- Дон Бирли, победительница нескольких канадских чемпионатов по тхэквондо;
- Денни Гуинн, канадец, лучший стрелок из пневматического оружия в стране; победитель американского университетского чемпионата по стрельбе из пневматического оружия;
- Марвин Маршалл принимал участие в национальном чемпионате Golden Gloves[англ.];
- Джиллиан Холл — чемпион штата Коннектикут по синхронному плаванию.

## Научная работа
Галлодетский исследовательский институт (англ. Gallaudet Research Institute) признан во всём мире лидирующим в области исследований, связанных с глухотой. Исследователи владеют множеством методологических приёмов, включая проведение опросов, нормирование и оценка тестов, этнографические и клинические исследования. В институте выходит три издания: Sign Language Studies с 1972, Deaf Studies Digital Journal, первый реферируемый журнал на амслене и American Annals of the Deaf.

## Известные выпускники
- Олоф Хэнсон[англ.] — архитектор;
- Тайрон Джордано[англ.] — актёр;
- Джордж Вэйдиц[англ.] — педагог и исследователь амслена;
- Рассел Харвард[англ.] — актёр;
- Дороти Майлз — британская поэтесса и активистка;
- Бернард Брэгг[англ.] — актёр;
- Филлис Фрелих[англ.] — актриса;
- Линда Боув[англ.] — актриса;
- Роберт Дэвила[англ.] — президент Галлодетского университета;
- Шошанна Стерн[англ.] — актриса.